# 花岡利夫
花岡 利夫（はなおか としお、1951年〈昭和26年〉4月6日 - ）は、日本の政治家、和洋菓子店経営者。長野県東御市長（5期）。

## 来歴
山口県宇部市出身。山口県立宇部高等学校卒業。信州大学農学部中退。大学在学中に知り合った妻の実家の菓子店に入る。地元産クルミを使った商品で事業を拡大したという。また、参議院議員の秘書や東御ロータリークラブの会長などをつとめたこともある。
2008年（平成20年）4月13日に行われた東御市長選挙に出馬し、現職の土屋哲男を破り初当選。4月25日、市長に就任。2012年（平成24年）、無投票で2期目の当選。2016年（平成28年）、3選。2020年（令和2年）の同選挙で元市議の若林幹雄を破り4選。2024年（令和6年）、無投票で5選。

## 不祥事

### 公職選挙法違反の疑い
2024年3月31日の東御市長選挙の無投票当選が決まった直後の報告会で、集まった支援者らにおにぎりなどの食事を提供していた。公職選挙法が禁じる有権者への寄付行為にあたる可能性があり、花岡は「グレーだと思うが捜査が行われるなら全面的に協力したい」などと話した。花岡の後援会は、選挙戦となった場合に備えてスタッフの夕食として作られたもので、「余ったらもったいないと思い出してしまった」などと説明した。